# Maulawin Spring Protected Landscape
Das Maulawin Spring Protected Landscape liegt auf der Insel Luzon, Philippinen. Es wurde am 22. Juni 1940 auf einer Fläche von 418 Hektar in der Provinz Quezon auf dem Gemeindegebiet von Guinayangan eingerichtet und war als Maulawin Spring Watershed Reserve, das ursprünglich am 2. Januar 1939 etabliert wurde, ein Initialbestandteil des NIPAS-Gesetzes 7586. 
Das Naturschutzgebiet liegt ca. 260 km südöstlich von Manila, es kann über den Maharlika Highway erreicht werden und umfasst größere Regenwaldbestände in der Provinz Quezon. 
Das Naturschutzgebiet liegt in einem hügeligen Gebiet und umfasst ein Höhenprofil von 200 bis 400 Meter über dem Meeresspiegel. Das Klima in dem Gebiet ist tropisch schwülwarm ohne eine ausgeprägte Trockenperiode, es fällt durchschnittlich 1.570 mm/m² Regen im Jahr und die Luftfeuchtigkeit beträgt durchschnittlich 83 %. 
Das Naturschutzgebiet beherbergt ein weites Spektrum der Flora und Fauna der Philippinen und das Gebiet ist ein Quellgebiet verschiedener kleinerer Flüsse und Bäche und die Hauptquelle für Trinkwasser in der Gemeinde.

## Quelle
- Investitionstudie des DENR in der Region Calabarzon (Seite nicht mehr abrufbar, festgestellt im Juni 2020. Suche in Webarchiven)
- Das Naturschutzgebiet auf der Seite des PAWB (Protected Areas and Wildlife Bureau)